# Dalton, Cumbria
Dalton är en by i civil parish Burton-in-Kendal, i distriktet Westmorland and Furness, i grevskapet Cumbria, i England. Parish hade 99 invånare år 1961. Dalton var en civil parish 1866–1986 när det uppgick i Burton-in-Kendal. Byn nämndes i Domedagsboken (Domesday Book) år 1086, och kallades då Daltun.